# 9574 Taku
9574 Taku eller 1988 XB5 är en asteroid i huvudbältet som upptäcktes den 5 december 1988 av den japanska astronomen Tsukō Nakamura vid Kiso-observatoriet. Den är uppkallad efter Hiroshi Nakamura.
Asteroiden har en diameter på ungefär 4 kilometer.